# Tom Siwe
Tom Olof Siwe (Jönköping, 2 maart 1987) is een Zweeds voetballer die als verdediger voor Ljungskile SK speelt.

## Carrière
Tom Olof Siwe speelde in de jeugd van IF Haga en IF Hallby, waarna hij via een korte periode in 2005 bij Husqvarna FF in de jeugdopleiding van sc Heerenveen terechtkwam. Bij Heerenveen kwam hij nooit in actie voor het eerste elftal, wel speelde hij met Jong sc Heerenveen twee wedstrijden in de KNVB beker. In 2008 vertrok hij naar het Zweedse Jönköpings Södra IF, waar hij sindsdien speelt. In 2015 promoveerde hij met Jönköping als kampioen van de Superettan naar de Allsvenskan, het hoogste niveau van Zweden. Na twee seizoenen degradeerde de club weer. In 2020 vertrok hij transfervrij naar competitiegenoot Ljungskile SK.

### Statistieken
| Seizoen                        | Club                | Land           | Competitie     | Competitie | Competitie | Beker | Beker | Overig | Overig | Totaal | Totaal |
| Seizoen                        | Club                | Land           | Competitie     | Wed.       | Dlp.       | Wed.  | Dlp.  | Wed.   | Dlp.   | Wed.   | Dlp.   |
| ------------------------------ | ------------------- | -------------- | -------------- | ---------- | ---------- | ----- | ----- | ------ | ------ | ------ | ------ |
| 2007/08                        | sc Heerenveen       | Nederland      | Eredivisie     | 0          | 0          | 0     | 0     | 0      | 0      | 0      | 0      |
| 2007/08                        | Jong sc Heerenveen  | Nederland      | –              | –          | –          | 2     | 0     | –      | –      | 2      | 0      |
| 2008                           | Jönköpings Södra IF | Zweden         | Superettan     | 8          | 0          | 0     | 0     | –      | –      | 8      | 0      |
| 2009                           | Jönköpings Södra IF | Zweden         | Superettan     | 29         | 0          | ?     | ?     | –      | –      | 29     | 0      |
| 2010                           | Jönköpings Södra IF | Zweden         | Superettan     | 30         | 0          | 2     | 0     | 2      | 0      | 34     | 0      |
| 2011                           | Jönköpings Södra IF | Zweden         | Superettan     | 22         | 0          | 1     | 0     | –      | –      | 23     | 0      |
| 2012                           | Jönköpings Södra IF | Zweden         | Superettan     | 22         | 2          | 1     | 0     | –      | –      | 23     | 2      |
| 2013                           | Jönköpings Södra IF | Zweden         | Superettan     | 1          | 0          | 1     | 0     | –      | –      | 2      | 0      |
| 2014                           | Jönköpings Södra IF | Zweden         | Superettan     | 20         | 0          | 3     | 0     | –      | –      | 23     | 0      |
| 2015                           | Jönköpings Södra IF | Zweden         | Superettan     | 28         | 1          | 3     | 0     | –      | –      | 31     | 1      |
| 2016                           | Jönköpings Södra IF | Zweden         | Allsvenskan    | 27         | 0          | 3     | 0     | –      | –      | 30     | 0      |
| 2017                           | Jönköpings Södra IF | Zweden         | Allsvenskan    | 26         | 1          | 0     | 0     | 2      | 0      | 28     | 1      |
| 2018                           | Jönköpings Södra IF | Zweden         | Superettan     | 19         | 0          | 4     | 1     | –      | –      | 23     | 1      |
| 2019                           | Jönköpings Södra IF | Zweden         | Superettan     | 28         | 1          | 3     | 0     | –      | –      | 31     | 1      |
| 2020                           | Ljungskile SK       | Zweden         | Superettan     | 22         | 0          | 0     | 0     | –      | –      | 22     | 0      |
| Carrièretotaal                 | Carrièretotaal      | Carrièretotaal | Carrièretotaal | 282        | 5          | 23    | 1     | 4      | 0      | 309    | 6      |
| Bijgewerkt op 26 november 2020 |                     |                |                |            |            |       |       |        |        |        |        |